# Transition bibliographique
Le programme Transition bibliographique a été lancé en 2015 par deux agences bibliographiques françaises : l’Agence bibliographique de l'enseignement supérieur (Abes) et la Bibliothèque nationale de France (BnF). Son objectif est d'accroître la visibilité des collections des bibliothèques françaises sur le web, grâce à l'application d'un nouveau modèle conceptuel international développé par l'IFLA : le modèle conceptuel IFLA LRM.
Pour cela, une transposition française du nouveau code de catalogage international RDA (Ressources : description et accès) a été élaborée. La rédaction du code RDA-FR consultable en ligne sur le site dédié sera achevé d'ici 2025 pour le cœur du texte. Un travail sur les œuvres et expressions spécialisées est prévue entre 2026 et 2028,.
Le terme de "Transition bibliographique" renvoie aussi bien au processus de traduction et d’adaptation du code RDA, qu’au cadre institutionnel de mise en place (groupes de travail, instances de pilotage, outils de communication…) Par extension, il fait également référence à la révolution professionnelle que cela implique quant à l'application des nouvelles règles de catalogage dans les bibliothèques et centres de documentation.
La fin du programme est annoncée par le Comité Stratégique Bibliographique (CSB) pour fin 2025. Il laissera la place à une phase d'implémentation dans les catalogues avec de nouvelles instances et des directions propres à chaque établissement.

## Historique
Entre 1991 et 1997, l'IFLA développe un nouveau modèle conceptuel international d'organisation des données bibliographiques qui soit en cohérence avec les évolutions technologiques (développement du web et des documents numériques) grâce à une description par entité-association. Le modèle FRBR est publié en 1998.

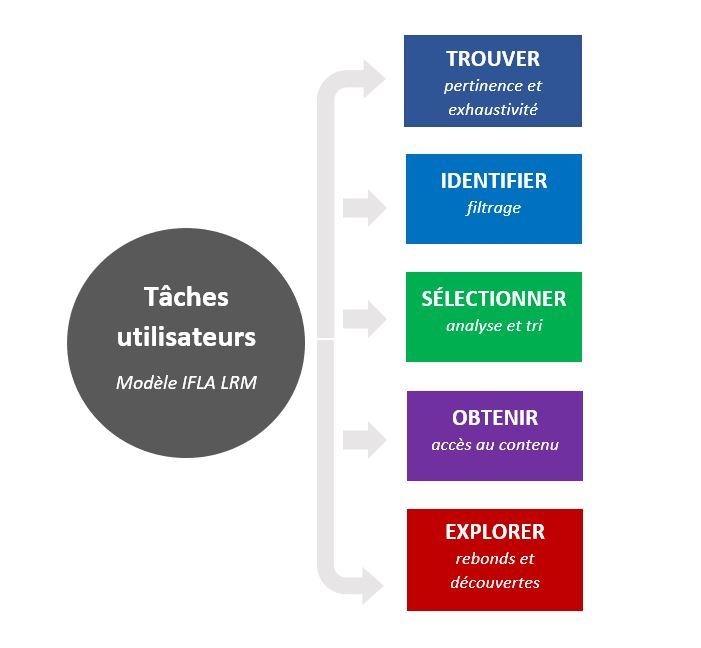
Liste des tâches utilisateurs prises en compte dans l'élaboration du modèle IFLA LRM.

En 2001, Tim Berners-Lee décrit le web sémantique ou web des données comme une évolution majeure du web grâce au développement de la normalisation et du partage des métadonnées.
En 2010, un nouveau code de catalogage appelé RDA (Ressources : description et accès) élaboré par la bibliothèque du Congrès parait aux États-Unis. Il a pour objectif de respecter les nouvelles fonctionnalités requises des notices bibliographiques (FRBR). Différents groupes de travail évaluent ce nouveau code de catalogage tant au niveau européen (EURIG) que français (RDA en France).
En 2014, l’Abes et la BnF publient un communiqué commun officialisant la position française : se rapprocher le plus possible du code RDA tout en conservant l’analyse catalographique française. Un groupe de travail commence alors un processus d’adaptation française du code RDA en 2015 : c'est le programme Transition Bibliographique.
Le nouveau modèle intégré IFLA LRM est validé en 2017 (traduction française en 2021). Né d'une conception centrée sur l'utilisateur, il réunit à la fois les données bibliographiques du modèle FRBR et les données d'autorités (FRAD et FRSAD).

## Enjeux

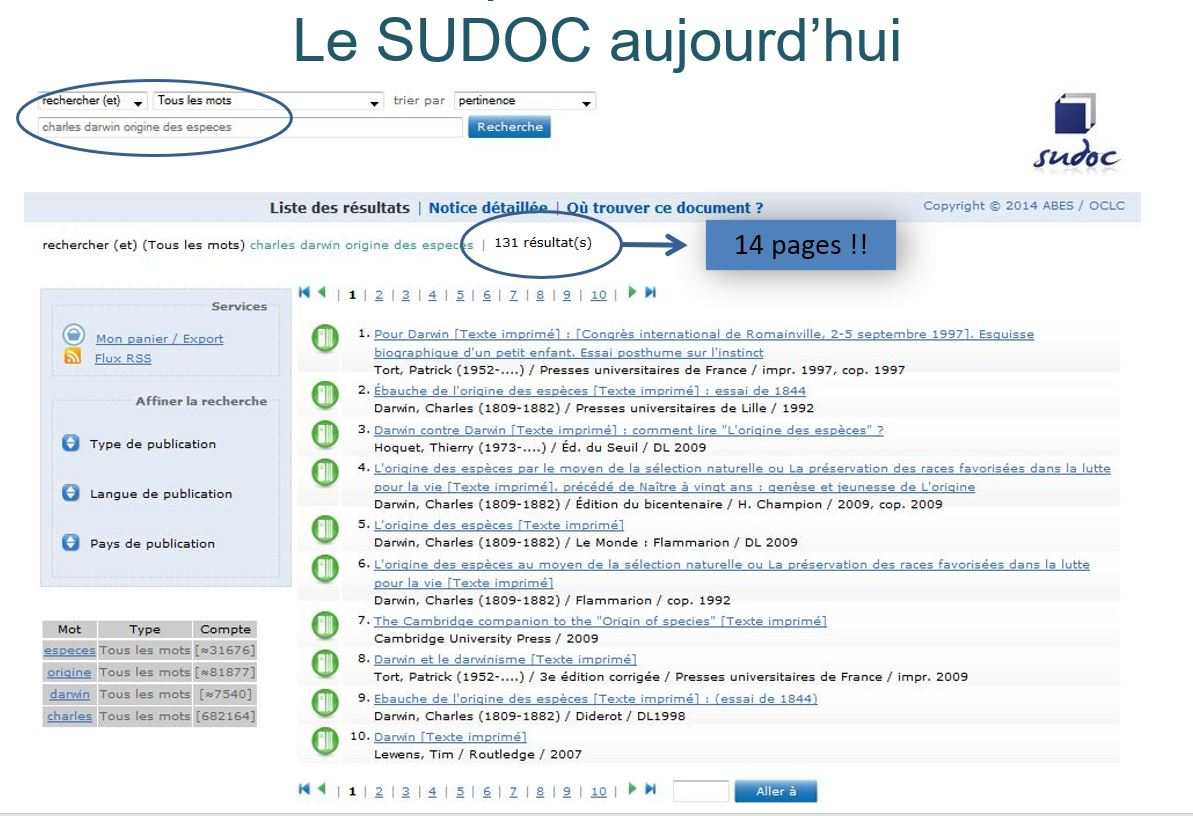
Copie d'écran d'une page de résultats dans le catalogue du SUDOC avant la transition bibliographique.

Les catalogues des bibliothèques suivent encore aujourd'hui des normes de l'IFLA qui datent des années 1960  (ISBD), construites sur le modèle d'une organisation par fiches normées et indépendantes (notices bibliographiques) où la description du support est centrale. Les formats MARC ont permis l'informatisation des catalogues sur le même modèle.
La multiplication des ressources numériques a rendu nécessaire l'invention d'un nouveau modèle de description et d'identification des ressources qui prenne en compte la multiplicité des supports et versions d'un même document. L'évolution du web (avec le développement des liens html d'abord, puis à la suite de l'essor des métadonnées) pousse les catalogues des bibliothèques à sortir d'une logique de simple juxtaposition de fiches indépendantes pour proposer un modèle qui dissocie chaque entité d'information, et qui grâce à de nouvelles associations, favorise les rebonds.

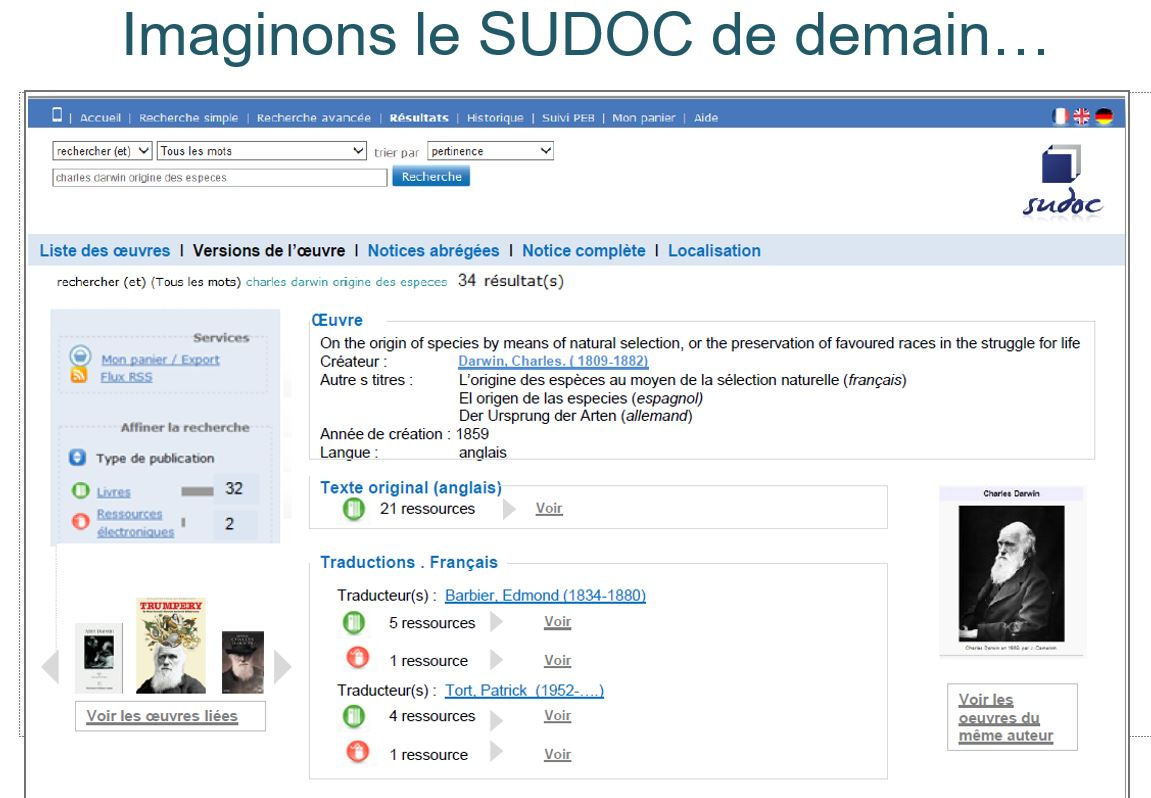
Copie d'écran d'une page de résultats telle qu'elle pourrait apparaître dans le catalogue du SUDOC après la mise aux normes.

Ainsi les catalogues de bibliothèques ne seront pas seulement consultables sur le web, mais feront partie intégrante du web, car les entités d'informations décrites par les professionnels des bibliothèques pourront apparaître dans les résultats de recherche d'une requête sur le web.
La Transition bibliographique est donc au centre d'un enjeu majeur d'interopérabilité des informations décrites avec les standards du web, qui grâce à l'évolution des formats MARC ou le développement de nouveaux formats comme BIBFRAME, permettra une meilleure accessibilité des ressources pour les internautes grâce à une meilleure exposition des catalogues des bibliothèques dans le web de données.

## Missions et objectifs
Le programme de la Transition bibliographique a pour mission de rendre interopérables les données bibliographiques françaises avec les standards du web sémantique en suivant un double-objectif :
- permettre l'implémentation progressive du modèle conceptuel IFLA LRM et du code RDA dans le système français, tout en suggérant des améliorations
- faire évoluer le format MARC en collaboration avec le Comité français Unimarc (CfU)[20]

Le programme Transition bibliographique se déploie en trois volets d'action :
- rédaction, publication et adoption du nouveau code de catalogage RDA-FR (groupe Normalisation[12])
- actions de sensibilisation et de formation pour les professionnels des bibliothèques et de la documentation (groupe Formation[22])
- information et conseil des éditeurs de logiciels documentaires ou SIGB (groupe Systèmes et Données[23])

En 2022, le MESRI et l'Hcéres demandent à l'Abes de clarifier sa trajectoire vers la transition bibliographique. L'Abes commande un rapport auprès du du cabinet Pléiade Management & Consultancy pour y répondre et évaluer les transformations induites par la transition bibliographique pour l'Agence et le réseau des bibliothèques françaises de l'enseignement supérieur. Cette étude fera l'objet d'un rapport "Les implications pratiques de la Transition bibliographique dans les bibliothèques ESR" publié par Maurits van der Graaf en 2023. Sa diffusion est accompagnée de 7 billets rédigés par l'Abes à destination des membres de son réseau pour les guider à sa lecture et d'une présentation lors des Journées Abes 2023, et de la Journée Systèmes et Données 2023. Ce rapport sert de socle à l'Abes pour ses orientations dans son projet d'établissement 2024-2028.

## Actions réalisées 2015-2025
Le programme Transition bibliographique travaille avec les associations professionnelles et les organismes de formation professionnels. Le Comité stratégique bibliographique ou CSB réunit des professionnels de l'Abes et de la BnF, et assure le pilotage du programme. Ses missions techniques sont réparties en trois groupes de travail :  
- le groupe Normalisation est chargé de rédiger le code français de catalogage RDA-FR, transposition française de RDA. Il publie régulièrement et progressivement en accès libre les nouvelles règles de catalogage depuis 2015[2]. Le cœur du code arrive à la fin de sa transposition[30]. 2026 à 2028 seront consacrées à la publication des chapitres relatifs aux Œuvres et Expressions spécialisées[5]. Ce groupe travaille également au rapprochement entre les règles de RDA et l’analyse catalographique française ou européenne en préparant des demandes d’évolution de RDA dans le cadre d’EURIG[11]. À partir de 2026, une nouvelle gouvernance RDA-FR prendra le relais[5].

- le groupe Formation est chargé de piloter les formations et d’élaborer les supports pédagogiques pour les accompagner. Pour atteindre ces objectifs, il a mis en place, dès 2015, un réseau national des formateurs, en collaboration avec les Centres Régionaux de Formation aux Carrières des Bibliothèques (CRFCB) et le Centre National de la Fonction Publique Territoriale (CNFPT). Comme pour le groupe Normalisation, le groupe achèvera la conception et la révision de certains supports pendant l'année 2025 avant qu'une nouvelle organisation ne se mette en place avec la phase d'implémentation des catalogues qui devrait débuter en 2026[10],[31].

- le groupe Systèmes & Données a pour mission d’envisager quels pourraient être les outils et le format nécessaire à la production de catalogues aux nouvelles normes[32]. Il prépare la migration des données des catalogues actuels vers une nouvelle structuration de l’information bibliographique notamment en organisant des journées d'étude[33] dont les contenus sont accessibles[34]. Ce groupe s'est arrêté lors de la clôture de la dernière journée d'études qui avait pour thème "Les différents visages de la Transition bibliographique"[35],[31].

Le projet de Fichier national d'entités (FNE) initialement lancé dans le cadre du Programme Transition Bibliographique a été suspendu faute de trouver un socle technique. Son objectif, permettre une production mutualisée de données de qualité accessible à tous, reste cependant dans les orientations du CSB.